# Deonte Harty
Deonte Harty (* 4. Dezember 1997 in Baltimore, Maryland als Deonte Harris) ist ein US-amerikanischer American-Football-Spieler in der National Football League (NFL). Er spielt zurzeit für die Baltimore Ravens als Wide Receiver und als Return Specialist.

## College
Harty, der sich auf der Highschool auch als Basketballer und Leichtathlet versucht hatte, besuchte das Assumption College, eine römisch-katholische Hochschule in Massachusetts, und spielte für deren Mannschaft, die Greyhounds, in der Division II der NCAA erfolgreich College Football, wobei er zwischen 2015 und 2018 insgesamt 45 Touchdowns erzielen konnte. Er hält zahlreiche Schul- sowie Ligarekorde, darüber hinaus ist er, berücksichtigt man alle Spielklassen, mit 14 Touchdowns der erfolgreichste Returner im College überhaupt.

## NFL
Harty fand beim NFL Draft 2019 keine Berücksichtigung, wurde aber danach von den New Orleans Saints als Free Agent verpflichtet und erhielt einen Dreijahresvertrag in der Höhe von 1,765 Millionen US-Dollar.
In der Spielzeit 2018 hatten die Saints diverse Spieler, darunter Taysom Hill, Alvin Kamara oder auch Zach Line als Returner aufgeboten, doch konnte keiner wirklich überzeugen. Um hier Abhilfe zu schaffen und die Special Teams gezielt zu verstärken, war bereits im März 2019 Marcus Sherels verpflichtet worden. Doch in der Vorbereitung konnte sich Harty mit konstant guten Leistungen gegen den von Verletzungen geplagten Routinier durchsetzen und schaffte es in den 53-Mann-Kader. Kam er als Wide Receiver nur vergleichsweise selten zum Einsatz – in 14 Partien verzeichnete er nur 6 Passfänge für 24 bzw. 4 Läufe 31 Yards – konnte er als Return Specialist voll überzeugen. Ihm gelangen 982 Return-Yards und ein Touchdown, wofür er als erst 6. nicht gedrafteter Rookie seit Beginn der Super Bowl Ära 1967 in den Pro Bowl berufen wurde.
Im März 2023 unterschrieb Harty einen Zweijahresvertrag bei den Buffalo Bills. Er fing in 15 Spielen 15 Pässe für 150 Yards und einen Touchdown, zudem absolvierte er 26 Punt Returns für 323 Yards und einen Touchdown. Am 6. März 2024 wurde Harty von den Bills entlassen.
Im April 2024 nahmen die Baltimore Ravens Harty unter Vertrag.

## Persönliches
Im Dezember 2021 änderte er seinen Nachnamen von Harris zu Harty, dem Namen seines Stiefvaters.